# Them (album)
"Them" je třetí album King Diamonda a první, na kterém kromě něho nevystupují bývalí členové Mercyful Fate. Album pojednává o babičce, která se vrátí z ústavu pro choromyslné a kterou očekává King jako třináctiletý chlapec, jeho mladší sestra Missy a jejich matka. Babička bydlí v podkroví, kde se setkává s neviditelnými duchy a společně popíjejí čaj s lidskou krví, která pochází z Kingovy matky. Ta postupně chřadne. King náhodou objeví babiččino tajemství a propadne také čajovému dýchánku. Ten později objeví i Missy a rozbije čarovnou konvici, v které se čaj vaří. Za to ji stihne nejpřísnější trest. King se vypotácí z domu, kde nad ním nemají duchové žádnou moc a bojuje boj o rozum. Uvědomí si, co se stalo, vejde zpět do baráku a podřízne babičce hrdlo. Případ vyšetřuje policie a dr. Landau posílá Kinga do stejného ústavu, odkud se vrátila babička. Neuvěří totiž Kingovu vyprávění, jak se příběh udál. V ústavu King stráví 18 let. Poté se vrací do svého domu. Příběh dále pokračuje na albu Conspiracy.

## Seznam skladeb
Autorem všech textů je King Diamond, hudbu složil King Diamond, krom uvedených.
1. „Out From the Asylum“ 1:44
2. „Welcome Home“ 4:36
3. „The Invisible Guests“ 5:04
4. „Tea“ 5:15
5. „Mother's Getting Weaker“ 4:02 (King Diamond a Andy LaRocque)
6. „Bye, Bye Missy“ 5:08
7. „A Broken Spell“ 4:08 (King Diamond a Andy LaRocque)
8. „The Accusation Chair“ 4:21
9. „"Them"“ 1:56 (King Diamond a Andy LaRocque)
10. „Twilight Symphony“ 4:10
11. „Coming Home“ 1:11

### Bonusy na remastrované verzi
1. „Phone Call“ 1:39
2. „The Invisible Guests (Rehearsal)“ 5:19
3. „Bye, Bye Missy (Rehearsal)“ 4:51

## Sestava
- King Diamond – zpěv, klávesy
- Andy LaRocque – kytara
- Pete Blakk – kytara
- Hal Patino – baskytara
- Mikkey Dee – bicí